# Даннум-тахаз
Даннум-тахаз — царь Эшнунны, правил в начале XVIII века до н. э.

## Список датировочных формул Даннум-тахаза
|     | |
| 1   | Год, когда Даннум-тахаз вошёл в дом своего отца (то есть занял его место — стал царём) Sumer 34 136, p. 72 mu da-an-na-am-ta-ha-az a-na e2 a-bi-szu i-ru-bu                              |
| 2a  | Год, когда Даннум-тахаз подарил храму Тишпака золотую статую, представляющую его молящимся YOS 14 70 mu alan ku3-sig17 ka-ri-bu sza dda-nu-ta-ha-az a-na e2-dtiszpak i-ru-bu-u2          |
| 2ba | Год, когда Даннум-тахаз преподнес храму Тишпака бронзовую статую, представляющую его вождём OBT IV 65 mu alan igi-du zabar da-nu-um-ta-ha-az a-na e2-dtiszpak u2-sze-ri-bu               |
| 2bb | Год, когда [Даннум-тахаз преподнёс в храм Тишпака] статую, [представляющую] его в качестве лидера поставленного войском Simmons j mu alan igi-du keszda2 eren2                           |
| 2ca | Год, когда [Даннум-тахаз преподнес] храму Тишпака бронзовую статую, представляющую его борцом YOS 14 22 mu alan urudu-zabar ma-hi-syi2 da-nu-ta-ha-az a-na e2-dtiszpak                   |
| 2cb | Год, когда [Даннум-тахаз преподнёс храму Тишпака] бронзовую статую, [представляющую его] борцом OBT IV 10b mu 1 alan zabar ma-hi-syum                                                    |
| 2d  | Год, когда [Даннум-тахаз принёс] в храм Тишпака бронзовую статую, представляющую его с шита-оружием Greegus 24 n. 9 mu alan szi-ta zabar da-nu-um-ta-ha-az a-na e2-dtiszpak u2-sze-ri-bu |
| 2e  | Год бронзовой статуи [представляющей] Даннум-тахаза Old Bab. Texts Ashmolean, 222 mu alan-mesz sza zabar da-an-nu-um-ta-ha-az                                                            |
| 2f  | Год, когда [Даннум-тахаз] установил в храме Тишпака бронзовую [статую представляющую его борцом] Old Bab. Texts Ashmolean, 263 mu zabar da-an-nu-um-ta-ha-az e2-dtiszpak u2-sze-lu-u2    |
| 2g  | Год одной статуи из бронзы OBT IV 10a mu 1 alan zabar |
| 3a  | Год, когда стена (для дома) своего сыновства (дворце наследного принца) был построена Baqir 6 mu bad3 nam-dumu-a-ni-sze3 ba-du3                                                          |
| 3b  | Год, когда Даннум-тахаз построил стены [дворца] своего наследника mu bad3 ma-ru-ti-szu da-an-nu-um-ta-az i-pu-szu                                                                        |
| 4a  | Год, когда Даннум-тахаз [сделал] великолепный помост для Нераха Fst Sachs 125 mu bara2 mah dnerah da-an-nu-um-ta-ha-az                                                                   |
| 4b  | Год, когда [Даннум-тахаз сделал] великолепный помост под трон для Нераха Simmons 40 mu giszgu-za bara2 mah dnerah                                                                        |

| Династия Эшнунны            |                                              |                  |
| Предшественник: Икиш-Тишпак | правитель Эшнунны начало XVIII века до н. э. | Преемник: Дадуша |